# Широковский сельский совет (Криворожский район)
Широковский сельский совет (укр. Широківська сільська рада) — входит в состав Криворожского района Днепропетровской области Украины.
Административный центр сельского совета находится в селе Широкое.

## История
По состоянию на 1946 год в состав сельского совета входили такие населённые пункты:
- с. Широкое
- с. Григорьевка (южная часть современного села Широкое)
- хут. Новые Садки
- хут. Вольный Табор

По состоянию на 1979 год в состав сельского совета входили:
- с. Широкое
- с. Братско-Семёновка
- с. Вольный Посад
- с. Вольный Табор
- с. Маяк
- с. Надеждовка
- с. Новосёловка
- с. Романовка
- с. Шевченково
- пос. Пичугино

## Населённые пункты совета
- с. Широкое
- с. Вольный Посад
- с. Вольный Табор
- с. Новосёловка
- с. Романовка
- с. Шевченково